# Tim Howard
Timothy Matthew Howard, detto Tim (North Brunswick, 6 marzo 1979), è un dirigente sportivo ed ex calciatore statunitense, di ruolo portiere, proprietario dello Houston Dynamo e opinionista per la NBC.

## Biografia
Tim Howard è nato a North Brunswick da padre di origini sudafricane e madre ungherese. Nonostante il padre avesse divorziato dalla madre quando Tim aveva solamente 3 anni, questi mantenne comunque una forte presenza nella vita del figlio e di suo fratello Chris, coinvolgendoli in vari sport sin dalla piccola età. Prima che i due iniziassero a camminare, il padre ebbe già comprato loro l'attrezzatura per diversi sport affinché potesse vedere quali sport preferissero i due figli. Da questo "esperimento", Tim mostrò interesse per il basket e per il calcio. All'età di 10 anni gli venne diagnosticata la Sindrome di Tourette, il Disturbo ossessivo-compulsivo e il Disturbo da deficit di attenzione/iperattività. Tim Mulqueen, allora assistente allenatore per la nazionale maschile di calcio under 17 degli Stati Uniti, notò Howard giocare su un campo da lui frequentato e da quel momento si fece carico di lui. Alle scuole superiori Howard non solo mostrava grandi abilità nel calcio, ma portò anche la sua squadra di basket alle finali dello stato nell'ultimo anno. Ad ogni modo le abilità che aveva nel giocare a calcio erano meno sorprendenti di quelle che aveva nel giocare a basket. Nel team del suo liceo era solito a giocare come centrocampista, ma era molto più bravo come portiere e quindi si formò in questo ruolo. All'età di 15 anni Timothy entrò a far parte della nazionale giovanile degli States.

## Caratteristiche tecniche
Era un portiere atletico, dotato di ottimi riflessi e bravo a giocare coi piedi.

## Carriera

### Club

#### Inizi (1997-2003)
Ha iniziato la carriera nei North Jersey Imperials, prima di trasferirsi ai MetroStars.

#### Manchester United (2003-2006)
Le sue prestazioni non sono passate inosservate tanto che nel 2003 firma per il Manchester United. Nella prima stagione è titolare e disputa delle buone prestazioni, commettendo però un errore che è costato allo United l'eliminazione dalla Champions League contro il Porto futuro vincitore del torneo.
Nelle due stagioni successive viene tuttavia relegato in panchina per via di altri errori commessi.

#### Everton (2006-2016)
Nel 2006 si trasferisce all'Everton, dove milita per 10 anni fornendo ottime prestazioni. Il 4 gennaio 2012 realizza un gol con un rinvio che rimbalza per poi scavalcare l'estremo difensore e insaccarsi in rete, nella partita contro il Bolton (persa per 2-1), sbloccando il risultato ma decidendo di non esultare per rispetto del portiere avversario. Si tratta del secondo gol da più lontano di sempre, da una distanza di 96 yards (87 metri): batte il record dell'irlandese Tyson Farago, difensore (94 yard o 85,5 metri) ma è a sua volta battuto da Asmir Begović (100 yard o 92,5 metri). Le sue prestazioni sono andate in calando dal 2014, tanto che non è più stato titolare indiscusso del club da quella stagione (seppur giocando la maggior parte delle partite dei Toffees).

#### Colorado Rapids (2016-2019)
Dopo 10 anni di permanenza tra le file dei Toffees, nel marzo del 2016 decide di ritornare a giocare in patria in MLS tra le file dei Colorado Rapids.
Il 17 gennaio 2019 annuncia il proprio ritiro al termine della stagione.

#### Memphis 901 (2020-2021)
Nella stagione 2020-21 esce dal ritiro accasandosi al Memphis 901, annunciando il ritiro il 1º dicembre 2020. Diventerà poi socio di minoranza e dirigente sportivo del club.

### Nazionale
Nel 2006 viene convocato per il Campionato mondiale di calcio 2006 come vice di Kasey Keller, non scendendo mai in campo. La nazionale nella competizione ottiene solo un punto (contro i futuri campioni italiani) arrivando ultima nel Girone E.
Nella Confederations Cup 2009 ha vinto il guanto d'oro.
Nel 2010 viene convocato dal CT Bob Bradley per il Campionato mondiale di calcio 2010 in Sudafrica, in cui contribuisce a far sì che la squadra arrivi agli ottavi di finale.
Nel 2014 partecipa al Campionato mondiale di calcio 2014 in Brasile. Durante l'ottavo di finale contro il Belgio, poi perso 2-1 ai supplementari, ha stabilito il record di parate in una partita di un mondiale, fermando per 16 volte le conclusioni a rete degli avversari (il precedente record era di 13 parate del peruviano Ramón Quiroga).
Viene convocato per la Copa América Centenario negli Stati Uniti.
Con 121 gare disputate è il portiere con il maggior numero di presenze nella storia nazionale statunitense.

## Statistiche

### Presenze e reti nei club
Statistiche aggiornate al termine della carriera.
| Stagione                 | Squadra                  | Campionato               | Campionato | Campionato | Coppe nazionali | Coppe nazionali | Coppe nazionali | Coppe continentali | Coppe continentali | Coppe continentali | Altre coppe | Altre coppe | Altre coppe | Totale | Totale  |
| Stagione                 | Squadra                  | Comp                     | Pres       | Reti       | Comp            | Pres            | Reti            | Comp               | Pres               | Reti               | Comp        | Pres        | Reti        | Pres   | Reti    |
| ------------------------ | ------------------------ | ------------------------ | ---------- | ---------- | --------------- | --------------- | --------------- | ------------------ | ------------------ | ------------------ | ----------- | ----------- | ----------- | ------ | ------- |
| 1997                     | North Jersey Imperials   | USL 2D                   | 6          | ?          | USOC            | -               | -               | -                  | -                  | -                  | -           | -           | -           | 6      | ?       |
| 1998                     | MLS Project-40           | A-League                 | 1          | ?          | USOC            | -               | -               | -                  | -                  | -                  | -           | -           | -           | 1      | ?       |
| 1998                     | N.Y. MetroStars          | MLS                      | 1          | -1         | USOC            | 0               | 0               | -                  | -                  | -                  | -           | -           | -           | 1      | -1      |
| 1999                     | N.Y. MetroStars          | MLS                      | 9          | -13        | USOC            | 0               | 0               | -                  | -                  | -                  | -           | -           | -           | 9      | -13     |
| 2000                     | N.Y. MetroStars          | MLS                      | 9          | -13        | USOC            | 3               | -4              | -                  | -                  | -                  | -           | -           | -           | 12     | -17     |
| 2001                     | N.Y. MetroStars          | MLS                      | 26+3       | -35 + -6   | USOC            | 1               | -4              | -                  | -                  | -                  | -           | -           | -           | 30     | -45     |
| 2002                     | N.Y. MetroStars          | MLS                      | 27         | -45        | USOC            | 1               | -2              | -                  | -                  | -                  | -           | -           | -           | 28     | -47     |
| 2003                     | N.Y. MetroStars          | MLS                      | 13         | -18        | USOC            | 0               | 0               | -                  | -                  | -                  | -           | -           | -           | 13     | -18     |
| Totale N.Y. MetroStars   | Totale N.Y. MetroStars   | Totale N.Y. MetroStars   | 85+3       | -125 + -6  |                 | 5               | -10             |                    | -                  | -                  |             | -           | -           | 93     | -141    |
| 2003-2004                | Manchester Utd           | PL                       | 32         | -31        | FACup+CdL       | 4+0             | -4              | UCL                | 7                  | -5                 | CS          | 1           | -4          | 44     | -44     |
| 2004-2005                | Manchester Utd           | PL                       | 12         | -10        | FACup+CdL       | 4+5             | -1 + -2         | UCL                | 5                  | -7                 | CS          | 1           | -3          | 27     | -23     |
| 2005-2006                | Manchester Utd           | PL                       | 1          | -1         | FACup+CdL       | 2+3             | 0 + -3          | UCL                | -                  | -                  | -           | -           | -           | 6      | -4      |
| Totale Manchester United | Totale Manchester United | Totale Manchester United | 45         | -42        |                 | 18              | -10             |                    | 12                 | -12                |             | 2           | -7          | 77     | -71     |
| 2006-2007                | Everton                  | PL                       | 36         | -29        | FACup+CdL       | 1+1             | -4 + -1         | -                  | -                  | -                  | -           | -           | -           | 38     | -34     |
| 2007-2008                | Everton                  | PL                       | 36         | -30        | FACup+CdL       | 0+3             | -4              | CU                 | 8                  | -6                 | -           | -           | -           | 47     | -40     |
| 2008-2009                | Everton                  | PL                       | 38         | -37        | FACup+CdL       | 7+1             | -5 + -1         | CU                 | 2                  | -4                 | -           | -           | -           | 48     | -47     |
| 2009-2010                | Everton                  | PL                       | 38         | -49        | FACup+CdL       | 2+2             | -3 + -2         | UEL                | 9                  | -13                | -           | -           | -           | 51     | -67     |
| 2010-2011                | Everton                  | PL                       | 38         | -45        | FACup+CdL       | 4+0             | -4              | -                  | -                  | -                  | -           | -           | -           | 42     | -49     |
| 2011-2012                | Everton                  | PL                       | 38         | -40; 1     | FACup+CdL       | 6+0             | -4              | -                  | -                  | -                  | -           | -           | -           | 44     | -44; 1  |
| 2012-2013                | Everton                  | PL                       | 36         | -39        | FACup+CdL       | 4+0             | -5              | -                  | -                  | -                  | -           | -           | -           | 40     | -44     |
| 2013-2014                | Everton                  | PL                       | 37         | -37        | FACup+CdL       | 0+0             | 0               | -                  | -                  | -                  | -           | -           | -           | 37     | -37     |
| 2014-2015                | Everton                  | PL                       | 32         | -44        | FACup+CdL       | 0+1             | -3              | UEL                | 9                  | -10                | -           | -           | -           | 42     | -57     |
| 2015-2016                | Everton                  | PL                       | 25         | -35        | FACup+CdL       | 0+0             | 0               | -                  | -                  | -                  | -           | -           | -           | 25     | -35     |
| Totale Everton           | Totale Everton           | Totale Everton           | 354        | -385; 1    |                 | 32              | -36             |                    | 28                 | -33                |             | -           | -           | 414    | -454; 1 |
| 2016                     | Colorado Rapids          | MLS                      | 17+2       | -19 + -1   | USOC            | 0               | 0               | -                  | -                  | -                  | -           | -           | -           | 19     | -20     |
| 2017                     | Colorado Rapids          | MLS                      | 25         | -39        | USOC            | 0               | 0               | -                  | -                  | -                  | -           | -           | -           | 25     | -39     |
| 2018                     | Colorado Rapids          | MLS                      | 33         | -58        | USOC            | 0               | 0               | CCL                | 1                  | -2                 | -           | -           | -           | 34     | -60     |
| 2019                     | Colorado Rapids          | MLS                      | 25         | -46        | USOC            | 0               | 0               | -                  | -                  | -                  | -           | -           | -           | 25     | -46     |
| Totale Colorado Rapids   | Totale Colorado Rapids   | Totale Colorado Rapids   | 100+2      | -162 + -1  |                 | 0               | 0               |                    | 1                  | -2                 |             | -           | -           | 103    | -165    |
| 2020                     | Memphis 901              | USL                      | 6          | -12        |                 | -               | -               | -                  | -                  | -                  | -           | -           | -           | 6      | -12     |
| Totale carriera          | Totale carriera          | Totale carriera          | 602        | -733; 1    |                 | 55              | -56             |                    | 41                 | -47                |             | 2           | -7          | 700    | -739; 1 |

### Cronologia presenze e reti in nazionale
| Cronologia completa delle presenze e delle reti in nazionale ― Stati Uniti | Cronologia completa delle presenze e delle reti in nazionale ― Stati Uniti | Cronologia completa delle presenze e delle reti in nazionale ― Stati Uniti | Cronologia completa delle presenze e delle reti in nazionale ― Stati Uniti | Cronologia completa delle presenze e delle reti in nazionale ― Stati Uniti | Cronologia completa delle presenze e delle reti in nazionale ― Stati Uniti | Cronologia completa delle presenze e delle reti in nazionale ― Stati Uniti | Cronologia completa delle presenze e delle reti in nazionale ― Stati Uniti |
| Data                                                                       | Città                                                                      | In casa                                                                    | Risultato                                                                  | Ospiti                                                                     | Competizione                                                               | Reti                                                                       | Note                                                                       |
| -------------------------------------------------------------------------- | -------------------------------------------------------------------------- | -------------------------------------------------------------------------- | -------------------------------------------------------------------------- | -------------------------------------------------------------------------- | -------------------------------------------------------------------------- | -------------------------------------------------------------------------- | -------------------------------------------------------------------------- |
| 10-3-2002                                                                  | Birmingham                                                                 | Stati Uniti                                                                | 1 – 0                                                                      | Ecuador                                                                    | Amichevole                                                                 | -                                                                          |                                                                            |
| 17-11-2002                                                                 | Washington                                                                 | Stati Uniti                                                                | 2 – 0                                                                      | El Salvador                                                                | Amichevole                                                                 | -                                                                          | 46’                                                                        |
| 19-1-2003                                                                  | Fort Lauderdale                                                            | Stati Uniti                                                                | 4 – 0                                                                      | Canada                                                                     | Amichevole                                                                 | -                                                                          | 46’                                                                        |
| 8-2-2003                                                                   | Miami                                                                      | Stati Uniti                                                                | 0 – 1                                                                      | Argentina                                                                  | Amichevole                                                                 | -1                                                                         |                                                                            |
| 13-2-2003                                                                  | Kingston                                                                   | Giamaica                                                                   | 1 – 2                                                                      | Stati Uniti                                                                | Amichevole                                                                 | -1                                                                         |                                                                            |
| 9-5-2003                                                                   | Houston                                                                    | Stati Uniti                                                                | 0 – 0                                                                      | Messico                                                                    | Amichevole                                                                 | -                                                                          |                                                                            |
| 19-6-2003                                                                  | Saint-Etienne                                                              | Turchia                                                                    | 2 – 1                                                                      | Stati Uniti                                                                | Conf. Cup 2003 - 1º turno                                                  | -2                                                                         |                                                                            |
| 21-6-2003                                                                  | Lione                                                                      | Brasile                                                                    | 1 – 0                                                                      | Stati Uniti                                                                | Conf. Cup 2003 - 1º turno                                                  | -1                                                                         |                                                                            |
| 23-6-2003                                                                  | Lione                                                                      | Stati Uniti                                                                | 0 – 0                                                                      | Camerun                                                                    | Conf. Cup 2003 - 1º turno                                                  | -                                                                          |                                                                            |
| 3-6-2004                                                                   | Foxborough                                                                 | Stati Uniti                                                                | 4 – 0                                                                      | Honduras                                                                   | Amichevole                                                                 | -                                                                          |                                                                            |
| 12-7-2004                                                                  | Chicago                                                                    | Stati Uniti                                                                | 1 – 1                                                                      | Polonia                                                                    | Amichevole                                                                 | -1                                                                         |                                                                            |
| 4-9-2004                                                                   | Foxborough                                                                 | Stati Uniti                                                                | 2 – 0                                                                      | El Salvador                                                                | Qual. Mondiali 2006                                                        | -                                                                          |                                                                            |
| 8-10-2005                                                                  | San Juan de Tibás                                                          | Costa Rica                                                                 | 3 – 0                                                                      | Stati Uniti                                                                | Qual. Mondiali 2006                                                        | -3                                                                         |                                                                            |
| 12-10-2005                                                                 | Foxborough                                                                 | Stati Uniti                                                                | 2 – 0                                                                      | Panama                                                                     | Qual. Mondiali 2006                                                        | -                                                                          |                                                                            |
| 1-3-2006                                                                   | Kaiserslautern                                                             | Polonia                                                                    | 0 – 1                                                                      | Stati Uniti                                                                | Amichevole                                                                 | -                                                                          | 46’                                                                        |
| 27-5-2006                                                                  | East Rutherford                                                            | Stati Uniti                                                                | 2 – 0                                                                      | Venezuela                                                                  | Amichevole                                                                 | -                                                                          |                                                                            |
| 8-2-2007                                                                   | Phoenix                                                                    | Stati Uniti                                                                | 2 – 0                                                                      | Messico                                                                    | Amichevole                                                                 | -                                                                          |                                                                            |
| 25-3-2007                                                                  | Tampa                                                                      | Stati Uniti                                                                | 3 – 1                                                                      | Ecuador                                                                    | Amichevole                                                                 | -1                                                                         |                                                                            |
| 3-6-2007                                                                   | San Jose                                                                   | Stati Uniti                                                                | 4 – 1                                                                      | Cina                                                                       | Amichevole                                                                 | -1                                                                         | 46’                                                                        |
| 7-6-2007                                                                   | Carson                                                                     | Stati Uniti                                                                | 1 – 0                                                                      | Guatemala                                                                  | Gold Cup 2007 - 1º turno                                                   | -                                                                          |                                                                            |
| 12-6-2007                                                                  | Foxborough                                                                 | Stati Uniti                                                                | 4 – 0                                                                      | El Salvador                                                                | Gold Cup 2007 - 1º turno                                                   | -                                                                          |                                                                            |
| 16-6-2007                                                                  | Foxborough                                                                 | Stati Uniti                                                                | 2 – 1                                                                      | Panama                                                                     | Gold Cup 2007 - Quarti di finale                                           | -1                                                                         | 90’                                                                        |
| 24-6-2007                                                                  | Chicago                                                                    | Stati Uniti                                                                | 2 – 1                                                                      | Messico                                                                    | Gold Cup 2007 - Finale                                                     | -1                                                                         |                                                                            |
| 22-7-2007                                                                  | Göteborg                                                                   | Svezia                                                                     | 1 – 0                                                                      | Stati Uniti                                                                | Amichevole                                                                 | -1                                                                         |                                                                            |
| 9-9-2007                                                                   | Chicago                                                                    | Stati Uniti                                                                | 2 – 4                                                                      | Brasile                                                                    | Amichevole                                                                 | -4                                                                         |                                                                            |
| 17-11-2007                                                                 | Johannesburg                                                               | Sudafrica                                                                  | 0 – 1                                                                      | Stati Uniti                                                                | Amichevole                                                                 | -                                                                          | 46’                                                                        |
| 6-2-2008                                                                   | East Rutherford                                                            | Stati Uniti                                                                | 2 – 2                                                                      | Messico                                                                    | Amichevole                                                                 | -2                                                                         |                                                                            |
| 26-3-2008                                                                  | Cracovia                                                                   | Polonia                                                                    | 0 – 3                                                                      | Stati Uniti                                                                | Amichevole                                                                 | -                                                                          |                                                                            |
| 28-5-2008                                                                  | Londra                                                                     | Inghilterra                                                                | 2 – 0                                                                      | Stati Uniti                                                                | Amichevole                                                                 | -1                                                                         | 46’                                                                        |
| 4-6-2008                                                                   | Santander                                                                  | Spagna                                                                     | 1 – 0                                                                      | Stati Uniti                                                                | Amichevole                                                                 | -                                                                          | 46’                                                                        |
| 7-6-2008                                                                   | East Rutherford                                                            | Stati Uniti                                                                | 0 – 0                                                                      | Argentina                                                                  | Amichevole                                                                 | -                                                                          |                                                                            |
| 21-8-2008                                                                  | Città del Guatemala                                                        | Guatemala                                                                  | 0 – 1                                                                      | Stati Uniti                                                                | Qual. Mondiali 2010                                                        | -                                                                          | 83’                                                                        |
| 7-9-2008                                                                   | L'Avana                                                                    | Cuba                                                                       | 0 – 1                                                                      | Stati Uniti                                                                | Qual. Mondiali 2010                                                        | -                                                                          |                                                                            |
| 11-9-2008                                                                  | Bridgeview                                                                 | Stati Uniti                                                                | 3 – 0                                                                      | Trinidad e Tobago                                                          | Qual. Mondiali 2010                                                        | -                                                                          |                                                                            |
| 12-10-2008                                                                 | Washington                                                                 | Stati Uniti                                                                | 6 – 1                                                                      | Cuba                                                                       | Qual. Mondiali 2010                                                        | -1                                                                         |                                                                            |
| 12-2-2009                                                                  | Columbus                                                                   | Stati Uniti                                                                | 2 – 0                                                                      | Messico                                                                    | Qual. Mondiali 2010                                                        | -                                                                          | 66’                                                                        |
| 2-4-2009                                                                   | Nashville                                                                  | Stati Uniti                                                                | 3 – 0                                                                      | Trinidad e Tobago                                                          | Qual. Mondiali 2010                                                        | -                                                                          |                                                                            |
| 4-6-2009                                                                   | San Juan de Tibás                                                          | Costa Rica                                                                 | 3 – 1                                                                      | Stati Uniti                                                                | Qual. Mondiali 2010                                                        | -3                                                                         |                                                                            |
| 7-6-2009                                                                   | Chicago                                                                    | Stati Uniti                                                                | 2 – 1                                                                      | Honduras                                                                   | Qual. Mondiali 2010                                                        | -1                                                                         |                                                                            |
| 15-6-2009                                                                  | Pretoria                                                                   | Stati Uniti                                                                | 1 – 3                                                                      | Italia                                                                     | Conf. Cup 2009 - 1º turno                                                  | -3                                                                         |                                                                            |
| 18-6-2009                                                                  | Pretoria                                                                   | Stati Uniti                                                                | 0 – 3                                                                      | Brasile                                                                    | Conf. Cup 2009 - 1º turno                                                  | -3                                                                         |                                                                            |
| 24-6-2009                                                                  | Bloemfontein                                                               | Spagna                                                                     | 0 – 2                                                                      | Stati Uniti                                                                | Conf. Cup 2009 - Semifinali                                                | -                                                                          |                                                                            |
| 28-6-2009                                                                  | Johannesburg                                                               | Stati Uniti                                                                | 2 – 3                                                                      | Brasile                                                                    | Conf. Cup 2009 - Finale                                                    | -3                                                                         |                                                                            |
| 12-8-2009                                                                  | Città del Messico                                                          | Messico                                                                    | 2 – 1                                                                      | Stati Uniti                                                                | Qual. Mondiali 2010                                                        | -2                                                                         |                                                                            |
| 6-9-2009                                                                   | Sandy                                                                      | Stati Uniti                                                                | 2 – 1                                                                      | El Salvador                                                                | Qual. Mondiali 2010                                                        | -1                                                                         |                                                                            |
| 10-9-2009                                                                  | Port of Spain                                                              | Trinidad e Tobago                                                          | 0 – 1                                                                      | Stati Uniti                                                                | Qual. Mondiali 2010                                                        | -                                                                          |                                                                            |
| 11-10-2009                                                                 | San Pedro Sula                                                             | Honduras                                                                   | 2 – 3                                                                      | Stati Uniti                                                                | Qual. Mondiali 2010                                                        | -2                                                                         |                                                                            |
| 15-10-2009                                                                 | Washington                                                                 | Stati Uniti                                                                | 2 – 2                                                                      | Costa Rica                                                                 | Qual. Mondiali 2010                                                        | -2                                                                         |                                                                            |
| 3-3-2010                                                                   | Amsterdam                                                                  | Paesi Bassi                                                                | 2 – 1                                                                      | Stati Uniti                                                                | Amichevole                                                                 | -2                                                                         |                                                                            |
| 29-5-2010                                                                  | Filadelfia                                                                 | Stati Uniti                                                                | 2 – 1                                                                      | Turchia                                                                    | Amichevole                                                                 | -1                                                                         |                                                                            |
| 5-6-2010                                                                   | Johannesburg                                                               | Stati Uniti                                                                | 3 – 1                                                                      | Australia                                                                  | Amichevole                                                                 | -1                                                                         | 46’                                                                        |
| 12-6-2010                                                                  | Rustenburg                                                                 | Inghilterra                                                                | 1 – 1                                                                      | Stati Uniti                                                                | Mondiali 2010 - 1º turno                                                   | -1                                                                         |                                                                            |
| 18-6-2010                                                                  | Johannesburg                                                               | Slovenia                                                                   | 2 – 2                                                                      | Stati Uniti                                                                | Mondiali 2010 - 1º turno                                                   | -2                                                                         |                                                                            |
| 23-6-2010                                                                  | Pretoria                                                                   | Stati Uniti                                                                | 1 – 0                                                                      | Algeria                                                                    | Mondiali 2010 - 1º turno                                                   | -                                                                          |                                                                            |
| 26-6-2010                                                                  | Rustenburg                                                                 | Stati Uniti                                                                | 1 – 2 dts                                                                  | Ghana                                                                      | Mondiali 2010 - Ottavi di finale                                           | -2                                                                         |                                                                            |
| 10-8-2010                                                                  | East Rutherford                                                            | Stati Uniti                                                                | 0 – 2                                                                      | Brasile                                                                    | Amichevole                                                                 | -2                                                                         | 46’                                                                        |
| 10-10-2010                                                                 | Bridgeview                                                                 | Stati Uniti                                                                | 2 – 2                                                                      | Polonia                                                                    | Amichevole                                                                 | -2                                                                         |                                                                            |
| 27-3-2011                                                                  | East Rutherford                                                            | Stati Uniti                                                                | 1 – 1                                                                      | Argentina                                                                  | Amichevole                                                                 | -1                                                                         |                                                                            |
| 4-6-2011                                                                   | Foxborough                                                                 | Stati Uniti                                                                | 0 – 4                                                                      | Spagna                                                                     | Amichevole                                                                 | -4                                                                         |                                                                            |
| 8-6-2011                                                                   | East Rutherford                                                            | Stati Uniti                                                                | 2 – 0                                                                      | Canada                                                                     | Gold Cup 2011 - 1º turno                                                   | -                                                                          |                                                                            |
| 12-6-2011                                                                  | East Rutherford                                                            | Stati Uniti                                                                | 1 – 2                                                                      | Panama                                                                     | Gold Cup 2011 - 1º turno                                                   | -2                                                                         |                                                                            |
| 15-6-2011                                                                  | Kansas City                                                                | Guadalupa                                                                  | 0 – 1                                                                      | Stati Uniti                                                                | Gold Cup 2011 - 1º turno                                                   | -                                                                          |                                                                            |
| 19-6-2011                                                                  | Washington                                                                 | Giamaica                                                                   | 0 – 2                                                                      | Stati Uniti                                                                | Gold Cup 2011 - Quarti di finale                                           | -                                                                          |                                                                            |
| 23-6-2011                                                                  | Houston                                                                    | Stati Uniti                                                                | 1 – 0                                                                      | Panama                                                                     | Gold Cup 2011 - Semifinale                                                 | -                                                                          |                                                                            |
| 26-6-2011                                                                  | Pasadena                                                                   | Stati Uniti                                                                | 2 – 4                                                                      | Messico                                                                    | Gold Cup 2011 - Finale                                                     | -4                                                                         |                                                                            |
| 11-8-2011                                                                  | Filadelfia                                                                 | Stati Uniti                                                                | 1 – 1                                                                      | Messico                                                                    | Amichevole                                                                 | -1                                                                         |                                                                            |
| 2-9-2011                                                                   | Carson                                                                     | Stati Uniti                                                                | 0 – 1                                                                      | Costa Rica                                                                 | Amichevole                                                                 | -1                                                                         |                                                                            |
| 6-9-2011                                                                   | Bruxelles                                                                  | Belgio                                                                     | 1 – 0                                                                      | Stati Uniti                                                                | Amichevole                                                                 | -1                                                                         |                                                                            |
| 9-10-2011                                                                  | East Rutherford                                                            | Stati Uniti                                                                | 1 – 0                                                                      | Honduras                                                                   | Amichevole                                                                 | -                                                                          |                                                                            |
| 12-10-2011                                                                 | Harrison                                                                   | Stati Uniti                                                                | 0 – 1                                                                      | Ecuador                                                                    | Amichevole                                                                 | -1                                                                         |                                                                            |
| 11-11-2011                                                                 | Parigi                                                                     | Francia                                                                    | 1 – 0                                                                      | Stati Uniti                                                                | Amichevole                                                                 | -1                                                                         |                                                                            |
| 15-11-2011                                                                 | Lubiana                                                                    | Slovenia                                                                   | 2 – 3                                                                      | Stati Uniti                                                                | Amichevole                                                                 | -2                                                                         |                                                                            |
| 29-2-2012                                                                  | Genova                                                                     | Italia                                                                     | 0 – 1                                                                      | Stati Uniti                                                                | Amichevole                                                                 | -                                                                          |                                                                            |
| 27-5-2012                                                                  | Jacksonville                                                               | Stati Uniti                                                                | 5 – 1                                                                      | Scozia                                                                     | Amichevole                                                                 | -1                                                                         | 71’                                                                        |
| 31-5-2012                                                                  | East Rutherford                                                            | Stati Uniti                                                                | 1 – 4                                                                      | Brasile                                                                    | Amichevole                                                                 | -4                                                                         |                                                                            |
| 4-6-2012                                                                   | Toronto                                                                    | Canada                                                                     | 0 – 0                                                                      | Stati Uniti                                                                | Amichevole                                                                 | -                                                                          |                                                                            |
| 9-6-2012                                                                   | East Rutherford                                                            | Stati Uniti                                                                | 3 – 1                                                                      | Antigua e Barbuda                                                          | Qual. Mondiali 2014                                                        | -1                                                                         |                                                                            |
| 13-6-2012                                                                  | Città del Guatemala                                                        | Guatemala                                                                  | 1 – 1                                                                      | Stati Uniti                                                                | Qual. Mondiali 2014                                                        | -1                                                                         |                                                                            |
| 16-8-2012                                                                  | Città del Messico                                                          | Messico                                                                    | 0 – 1                                                                      | Stati Uniti                                                                | Amichevole                                                                 | -                                                                          | cap.                                                                       |
| 8-9-2012                                                                   | Kingston                                                                   | Giamaica                                                                   | 2 – 1                                                                      | Stati Uniti                                                                | Qual. Mondiali 2014                                                        | -2                                                                         | cap.                                                                       |
| 12-9-2012                                                                  | Columbus                                                                   | Stati Uniti                                                                | 1 – 0                                                                      | Giamaica                                                                   | Qual. Mondiali 2014                                                        | -                                                                          |                                                                            |
| 13-10-2012                                                                 | Antigua e Barbuda                                                          | Antigua e Barbuda                                                          | 1 – 2                                                                      | Stati Uniti                                                                | Qual. Mondiali 2014                                                        | -1                                                                         |                                                                            |
| 17-10-2012                                                                 | Kansas City                                                                | Stati Uniti                                                                | 3 – 1                                                                      | Guatemala                                                                  | Qual. Mondiali 2014                                                        | -1                                                                         |                                                                            |
| 14-11-2012                                                                 | Krasnodar                                                                  | Russia                                                                     | 2 – 2                                                                      | Stati Uniti                                                                | Amichevole                                                                 | -2                                                                         |                                                                            |
| 6-2-2013                                                                   | San Pedro Sula                                                             | Honduras                                                                   | 2 – 1                                                                      | Stati Uniti                                                                | Qual. Mondiali 2014                                                        | -2                                                                         | cap.                                                                       |
| 30-5-2013                                                                  | Cleveland                                                                  | Stati Uniti                                                                | 2 – 4                                                                      | Belgio                                                                     | Amichevole                                                                 | -1                                                                         | 46’                                                                        |
| 2-6-2013                                                                   | Washington                                                                 | Stati Uniti                                                                | 4 – 3                                                                      | Germania                                                                   | Amichevole                                                                 | -3                                                                         |                                                                            |
| 8-6-2013                                                                   | Kingston                                                                   | Giamaica                                                                   | 1 – 2                                                                      | Stati Uniti                                                                | Qual. Mondiali 2014                                                        | -1                                                                         |                                                                            |
| 12-6-2013                                                                  | Seattle                                                                    | Stati Uniti                                                                | 2 – 0                                                                      | Panama                                                                     | Qual. Mondiali 2014                                                        | -                                                                          | 90’                                                                        |
| 19-6-2013                                                                  | Sandy                                                                      | Stati Uniti                                                                | 1 – 0                                                                      | Honduras                                                                   | Qual. Mondiali 2014                                                        | -                                                                          |                                                                            |
| 14-8-2013                                                                  | Sarajevo                                                                   | Bosnia ed Erzegovina                                                       | 3 – 4                                                                      | Stati Uniti                                                                | Amichevole                                                                 | -3                                                                         | cap.                                                                       |
| 7-9-2013                                                                   | San José                                                                   | Costa Rica                                                                 | 3 – 1                                                                      | Stati Uniti                                                                | Qual. Mondiali 2014                                                        | -3                                                                         |                                                                            |
| 11-9-2013                                                                  | Columbus                                                                   | Stati Uniti                                                                | 2 – 0                                                                      | Messico                                                                    | Qual. Mondiali 2014                                                        | -                                                                          |                                                                            |
| 12-10-2013                                                                 | Kansas City                                                                | Stati Uniti                                                                | 2 – 0                                                                      | Giamaica                                                                   | Qual. Mondiali 2014                                                        | -                                                                          | cap.                                                                       |
| 15-11-2013                                                                 | Glasgow                                                                    | Scozia                                                                     | 0 – 0                                                                      | Stati Uniti                                                                | Amichevole                                                                 | -                                                                          |                                                                            |
| 19-11-2013                                                                 | Vienna                                                                     | Austria                                                                    | 1 – 0                                                                      | Stati Uniti                                                                | Amichevole                                                                 | -1                                                                         |                                                                            |
| 5-3-2014                                                                   | Larnaka                                                                    | Ucraina                                                                    | 2 – 0                                                                      | Stati Uniti                                                                | Amichevole                                                                 | -2                                                                         |                                                                            |
| 28-5-2014                                                                  | San Francisco                                                              | Stati Uniti                                                                | 2 – 0                                                                      | Azerbaigian                                                                | Amichevole                                                                 | -                                                                          |                                                                            |
| 1-6-2014                                                                   | Harrison                                                                   | Stati Uniti                                                                | 2 – 1                                                                      | Turchia                                                                    | Amichevole                                                                 | -                                                                          | 46’                                                                        |
| 7-6-2014                                                                   | Jacksonville                                                               | Stati Uniti                                                                | 2 – 1                                                                      | Nigeria                                                                    | Amichevole                                                                 | -1                                                                         |                                                                            |
| 17-6-2014                                                                  | Natal                                                                      | Ghana                                                                      | 1 – 2                                                                      | Stati Uniti                                                                | Mondiali 2014 - 1º turno                                                   | -1                                                                         |                                                                            |
| 23-6-2014                                                                  | Manaus                                                                     | Stati Uniti                                                                | 2 – 2                                                                      | Portogallo                                                                 | Mondiali 2014 - 1º turno                                                   | -2                                                                         |                                                                            |
| 26-6-2014                                                                  | Recife                                                                     | Stati Uniti                                                                | 0 – 1                                                                      | Germania                                                                   | Mondiali 2014 - 1º turno                                                   | -1                                                                         |                                                                            |
| 1-7-2014                                                                   | Salvador                                                                   | Belgio                                                                     | 2 – 1 dts                                                                  | Stati Uniti                                                                | Mondiali 2014 - Ottavi di finale                                           | -2                                                                         |                                                                            |
| 14-10-2015                                                                 | Harrison                                                                   | Stati Uniti                                                                | 0 – 1                                                                      | Costa Rica                                                                 | Amichevole                                                                 | -1                                                                         |                                                                            |
| 18-11-2015                                                                 | Port of Spain                                                              | Trinidad e Tobago                                                          | 0 – 0                                                                      | Stati Uniti                                                                | Qual. Mondiali 2018                                                        | -                                                                          |                                                                            |
| 26-3-2016                                                                  | Città del Guatemala                                                        | Guatemala                                                                  | 2 – 0                                                                      | Stati Uniti                                                                | Qual. Mondiali 2018                                                        | -2                                                                         |                                                                            |
| 22-5-2016                                                                  | Bayamón                                                                    | Porto Rico                                                                 | 1 – 3                                                                      | Stati Uniti                                                                | Amichevole                                                                 | -                                                                          | 46’                                                                        |
| 26-5-2016                                                                  | Glendale                                                                   | Stati Uniti                                                                | 0 – 1                                                                      | Colombia                                                                   | Coppa America Centenario - Finale 3º posto                                 | -1                                                                         |                                                                            |
| 7-9-2016                                                                   | Jacksonville                                                               | Stati Uniti                                                                | 4 – 0                                                                      | Trinidad e Tobago                                                          | Qual. Mondiali 2018                                                        | -                                                                          |                                                                            |
| 12-11-2016                                                                 | Columbus                                                                   | Stati Uniti                                                                | 1 – 2                                                                      | Messico                                                                    | Qual. Mondiali 2018                                                        | -1                                                                         | 40’                                                                        |
| 24-3-2017                                                                  | San Jose                                                                   | Stati Uniti                                                                | 6 – 0                                                                      | Honduras                                                                   | Qual. Mondiali 2018                                                        | -                                                                          |                                                                            |
| 28-3-2017                                                                  | Panama                                                                     | Panama                                                                     | 1 – 1                                                                      | Stati Uniti                                                                | Qual. Mondiali 2018                                                        | -1                                                                         |                                                                            |
| 3-6-2017                                                                   | Sandy                                                                      | Stati Uniti                                                                | 1 – 1                                                                      | Venezuela                                                                  | Amichevole                                                                 | -1                                                                         |                                                                            |
| 9-6-2017                                                                   | Commerce City                                                              | Stati Uniti                                                                | 2 – 0                                                                      | Trinidad e Tobago                                                          | Qual. Mondiali 2018                                                        | -                                                                          |                                                                            |
| 19-7-2017                                                                  | Filadelfia                                                                 | Stati Uniti                                                                | 2 – 0                                                                      | El Salvador                                                                | Gold Cup 2017 - Quarti di finale                                           | -                                                                          |                                                                            |
| 22-7-2017                                                                  | Arlington                                                                  | Stati Uniti                                                                | 2 – 0                                                                      | Costa Rica                                                                 | Gold Cup 2017 - Semifinale                                                 | -                                                                          |                                                                            |
| 26-7-2017                                                                  | Santa Clara                                                                | Stati Uniti                                                                | 2 – 1                                                                      | Giamaica                                                                   | Gold Cup 2017 - Finale                                                     | -1                                                                         | 90’                                                                        |
| 2-9-2017                                                                   | Harrison                                                                   | Stati Uniti                                                                | 0 – 2                                                                      | Costa Rica                                                                 | Qual. Mondiali 2018                                                        | -2                                                                         |                                                                            |
| 7-10-2017                                                                  | Orlando                                                                    | Stati Uniti                                                                | 4 – 0                                                                      | Panama                                                                     | Qual. Mondiali 2018                                                        | -                                                                          |                                                                            |
| 11-10-2017                                                                 | Couva                                                                      | Trinidad e Tobago                                                          | 2 – 1                                                                      | Stati Uniti                                                                | Qual. Mondiali 2018                                                        | -2                                                                         |                                                                            |
| Totale                                                                     |                                                                            | Presenze (8º posto)                                                        | 121                                                                        |                                                                            | Reti                                                                       | -118                                                                       |                                                                            |

## Palmarès

### Club
- Community Shield: 1

Manchester United: 2003
- Coppa d'Inghilterra: 1

Manchester United: 2003-2004
- Coppa di Lega inglese: 1

Manchester United: 2005-2006

### Nazionale
- Gold Cup: 2

2007, 2017

### Individuale
- MLS Best XI: 2

2001, 2002
- Squadra dell'anno della PFA: 1

2004
- U.S. Soccer Athlete of the Year: 2

2008, 2014
- Guanto d'oro della FIFA Confederations Cup: 1

2009